# Gankogui

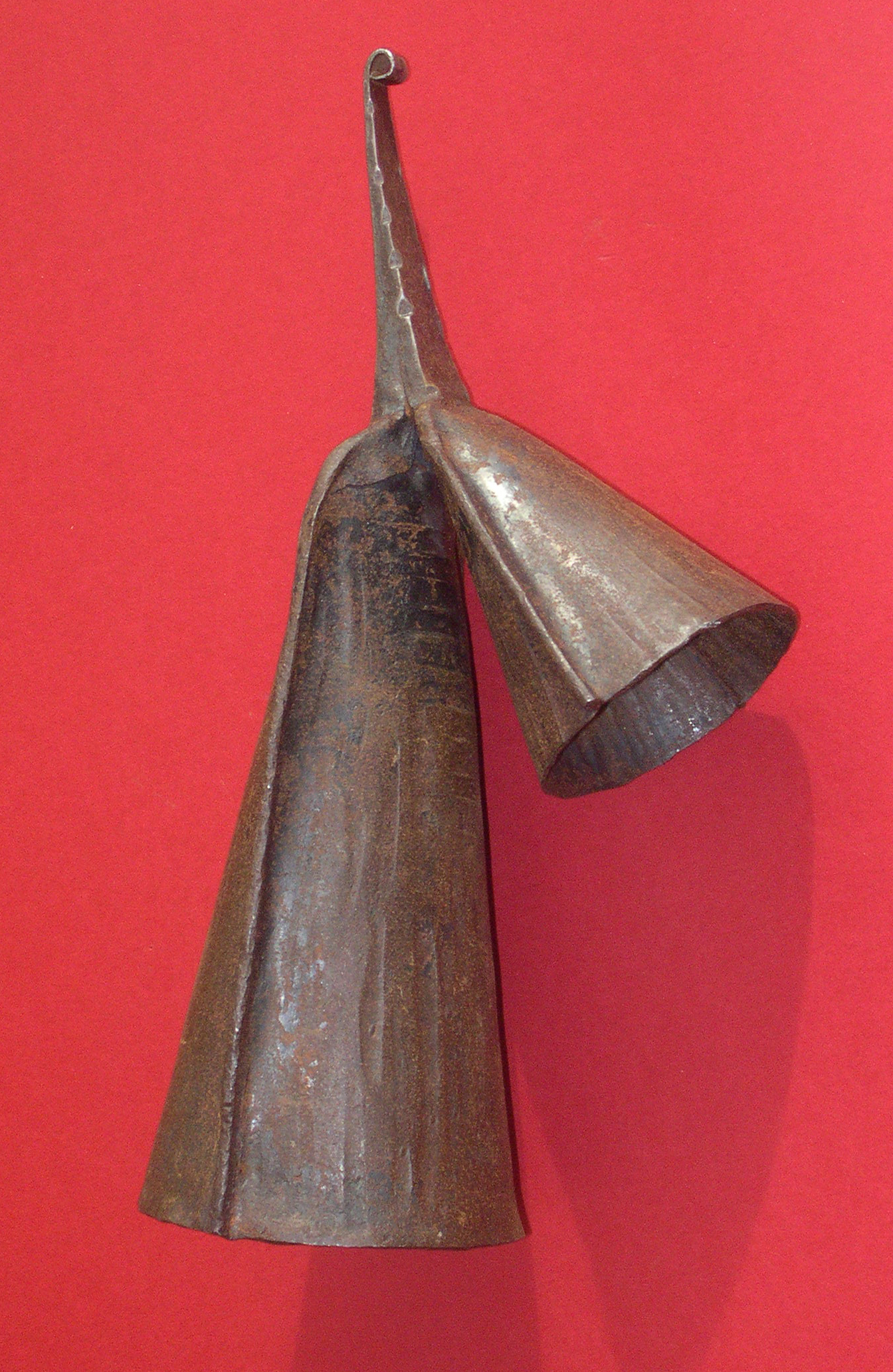
Gankogui

Gankogui (Ewe, Plural gankoguiwo), auch gankoqui, Ewe und Fon gakpavi, gakpevi, ist eine Doppelhandglocke ohne Klöppel, die in der Musik der Ewe im Süden von Ghana und bei den Fon in Togo und Benin als Takt gebendes Perkussionsinstrument gespielt wird. Die beiden unterschiedlich großen Metallglocken des Aufschlagidiophons werden mit einem Holzstab angeschlagen. Im großen Trommelorchester bilden die Doppelglocken das unverzichtbare rhythmische Grundgerüst, bei bestimmten Ritualen haben sie eine magische Bedeutung.

## Bauform und Verbreitung

### Ghanaische Idiophone
Die erste zusammenfassende Darstellung zur Verbreitung von Glocken über Afrika südlich der Sahara gab Bernhard Ankermann (1901). In Ghana kommen Metallglocken ohne und mit Klöppel zum Einsatz. Bei den Einfachglocken ohne Klöppel unterscheidet man zwei Arten: Die einen besitzen die Form eines langen schmalen Trichters und werden am oberen Ende zwischen den Fingern gehalten. Bei den Ewe in Togo heißen sie gakokwe. Die anderen Idiophone bestehen aus einem bootsförmig aufgebogenen Kreissegment, das wie eine aufgehende Blüte in der Handfläche gehalten wird, ohne dabei die Seitenflächen zu berühren. Das letztgenannte Instrument aus geschmiedetem Eisen heißt bei den Ewe atoke (oder toke), es bringt wie die gankogui eine bestimmte Tonhöhe hervor und wird unter anderem für den Hintergrundrhythmus in den Hatsyiatsya-Liedern und den Gahu-Tänzen verwendet. Die lateinamerikanische cowbell hat eine geschlossene Form wie die gakokwe und liegt in der Hand wie eine atoke.
In Ghana gibt es ferner kugelförmige oder konische Glöckchen, die am Mittelfinger getragen und mit einem Ring am Daumen angeschlagen werden. In Nordghana sind Eisengabeln mit daran befestigten Zimbeln bekannt. Zur rhythmischen Feingliederung dienen Kürbisrasseln, Schlaghölzer und Kalebassenhalbschalen, die im Norden umgedreht auf dem Boden liegend mit den Fingern angeschlagen werden. Im Süden verwendet man Kalebassen als Wassertrommeln, die Akan schlagen diese mit den Händen, die Ewe mit Stöcken.
Einfachglocken, Eisengabeln, Zimbeln und Klappern von der Goldküste sind neben Trommeln und einer nicht eindeutig dargestellten Floßzither auf einem anonymen Kupferstich aus dem 18. Jahrhundert unter der Überschrift „Musicalische Instrumente an der Gold-Küste“ dargestellt. Die Abbildungen wurden nach den Aufzeichnungen von Jean Barbot (um 1670–1720) angefertigt, der die Instrumente in der Nähe der heutigen Hauptstadt Accra gesehen hatte.

### Doppelglocken

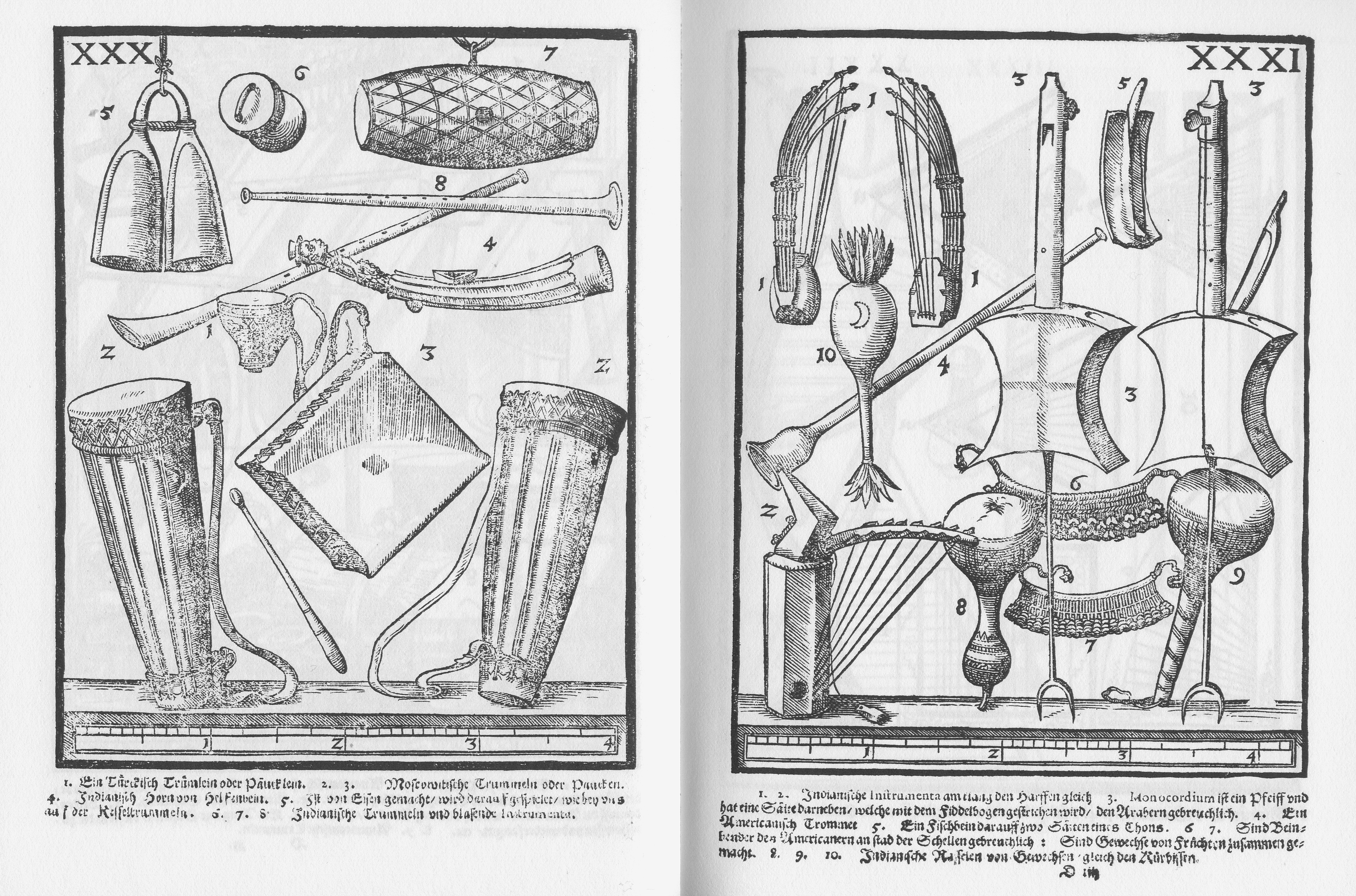
Doppelglocke im Syntagma musicum, Band 2 von 1619. Beschreibung zu Nr. 5: „Ist von Eisen gemacht, wird darauf gespielet, wie bey uns auf der Kesseltrummeln.“

Einfache, geschmiedete Glocken waren bereits vor 800 n. Chr. in einem großen Gebiet zwischen Westafrika und Simbabwe bekannt; zwischen dem 11. Jahrhundert und der Mitte des 15. Jahrhunderts lassen sich im zentralen Afrika die ersten Doppelglocken nachweisen. Sie bestehen aus separat gefertigten Glocken, die auf zwei verschiedene Weisen miteinander verbunden werden können: Über einen halbkreisförmigen Bügel sind die Glocken in Nordghana bei den Dagomba und Mamprusi miteinander verbunden. In Nigeria und im Kongo werden solche Bügeldoppelglocken regional ngonge, ngongi, ngunga oder engongui genannt. Die ogene der Igbo in Nigeria gehört zum Ensemble der Flöte oja. Bei den Lunda im Süden des Kongo heißen sie lubemb. Mit den schwarzen Sklaven kam die afrikanische Musik auch nach Brasilien, wo die Doppelglocke agogô in der Tanzmusik gespielt wird.
Bei den Stieldoppelglocken dagegen, zu denen auch die gankogui gehört, verjüngen sich beide Teile zu einem Stiel, an dem sie spitzwinklig zusammengeschweißt sind. Stieldoppelglocken wurden als „Guinea-Typus“ klassifiziert und sind auch bei den Nachbarvölkern der Ewe verbreitet. Die Ife in Atakpamé nennen sie ango, die Mahi im Süden von Benin ganvikpan. Die Edo (Bini) in Südwestnigeria verwenden beide Arten von Doppelglocken: Die eisernen Bügelglocken nennen sie egogo eregbeva (aus egogo – „Glocke“, egbe – „Körper“ und eva – „zwei“), 20 bis 30 Zentimeter lange, nur rituell verwendete Stielglocken aus Messing oder Bronze heißen wie die bis zu 150 Zentimeter großen, einfachen Eisenglocken schlicht egogo.
Das Verbreitungsgebiet der Doppelglocken erstreckt sich von Mali im Westen, wo die Dogon die gangana als Ritualinstrument verehren, über Nigeria und den Kongo bis nach Simbabwe und Angola (bügelförmige ngongo). Auch für die Zentralafrikanische Republik zwischen der nördlichen und südlichen Region ließen sich einige Beispiele von Doppelglocken finden, unter anderem fotografierte Gerhard Kubik 1964 am Sangha-Fluss die große stehende Doppelglocke (tatum) eines Häuptlings, die vermutlich um die Wende zum 20. Jahrhundert geschmiedet worden war. Eine Lücke zwischen den Verbreitungsgebieten der Doppelglocke im westlich-zentralen und im südlichen Afrika bildet das Tal des Ubangi- und Kongo-Flusses.
Vier der 295 Mitte 16. bis Mitte 17. Jahrhundert gegossenen und Musikinstrumente enthaltenden Benin-Bronzen des Königreichs Benin – kunstvolle Figurengruppen auf rechteckigen Reliefplatten – zeigen Doppelglocken. Die Palastwachen der Fon im Königreich Dahomey hießen panigan nach dem Namen der Doppelglocken (panigan, auch kpanlingan), die sie schlugen, während sie drei Mal täglich in der Zeit des Jahresfestes (huetanu) und jeden Morgen während des übrigen Jahres auf ritualisierte Weise fehlerfrei einen Text deklamieren mussten.
Die offensichtliche kulturelle Bedeutung der Doppelglocken hat dazu geführt, dass Erich Moritz von Hornbostel Anfang des 20. Jahrhunderts die klöppellosen afrikanischen Glocken in seine Kulturkreislehre einbaute und einen indonesischen Ursprung vermutete. Tatsächlich gibt es in Südostasien kein formales Gegenstück zu den Doppelglocken, wie von Arthur Morris Jones angenommen. Lediglich die bootsförmige atoke und ähnliche Schlitzglocken in Gabun besitzen eine Ähnlichkeit mit dem kemanak des javanischen Gamelan, beide werden überdies meist paarweise gespielt.

### Ghanaische Doppelglocken

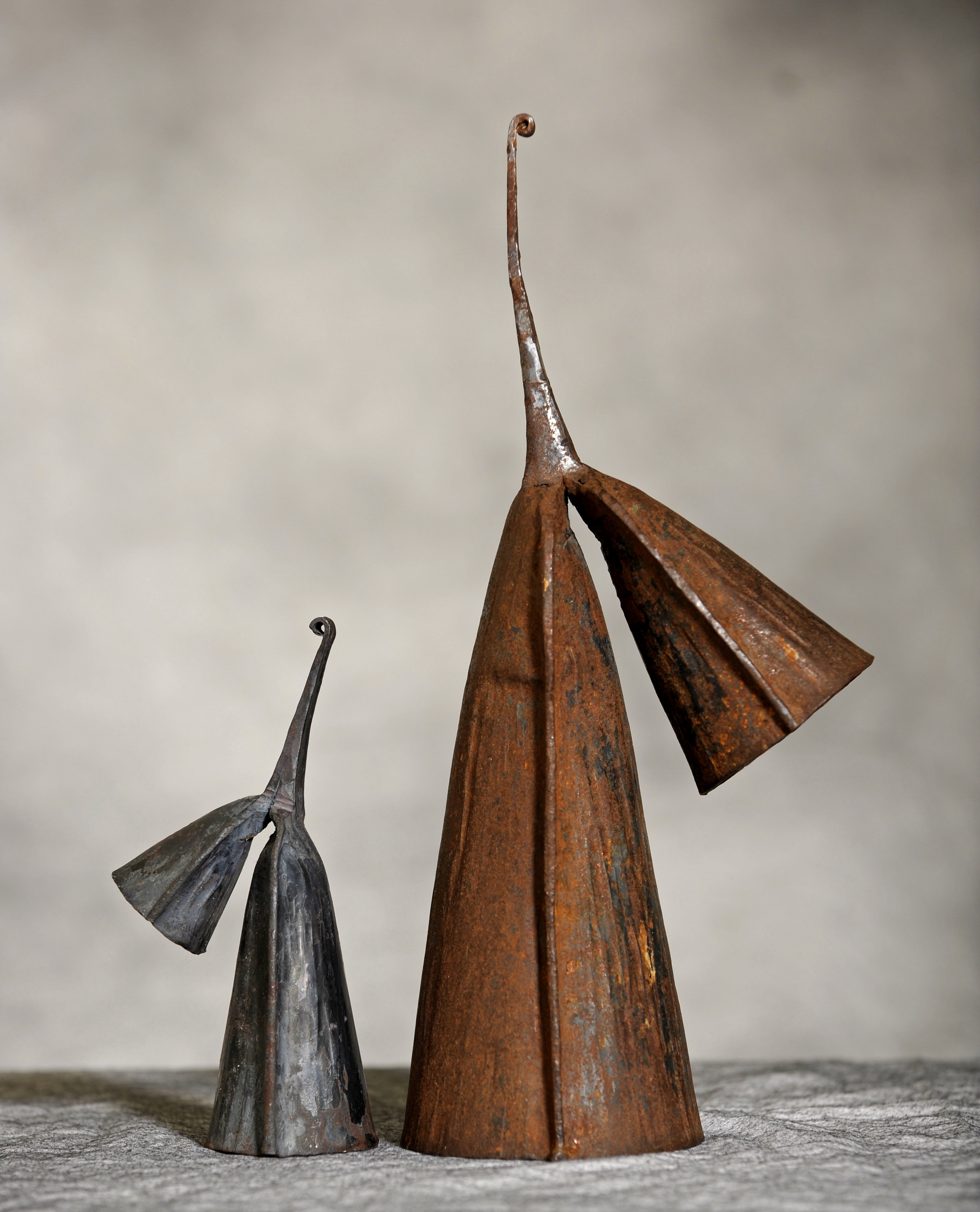
Gakpavi,
„Mutter-und-Kind-Typus“

Die gankogui werden aus Eisenblech geschmiedet und gehämmert. Eine Glocke ist deutlich größer als die andere, somit ergeben sich zwei spielbare Töne etwa im Abstand einer Terz. Im Namen der Einfachglocke gakokwe (auch gakoko) steht ga für „Metall“, und ko für eine lautmalerische Silbe, die mehrfach wiederholt den Anschlagston wiedergibt. Gankogui könnte kogo, „Seite“, beinhalten, also auf eine seitlich angeschlagene Glocke verweisen. Das Wort gakpavi für die Doppelglocke setzt sich aus ga, wiederum „Metall“, kpa, „auf dem Rücken tragen“ und vi, „Kind“ zusammen. Die unterschiedliche Größe der Glocken führte zur Einordnung als „Mutter-und-Kind-Typus“.
Nach einer üblichen Herstellungsmethode werden Alteisenrohre auf einer Esse zum Glühen gebracht. Sobald das Rohr glüht, schlägt der Schmied es aus, bis eine rechteckige Platte entstanden ist. Die Platte kommt nochmals bis zur Rotglut in das Feuer und wird anschließend dünn ausgeklopft. Nach erneutem Erhitzen werden zwei Ecken nach innen gebogen und übereinandergefaltet. Auf dieselbe Weise entsteht eine zweite Platte. Zwischen beide Platten kommt eine Schablone aus Hartholz, der Schmied kann nun die Platten durch Schläge von allen Seiten formen und an den Rändern zusammenschmieden. Das Holz innen fängt unterdessen zwangsläufig an zu brennen. Die anfangs zusammengebogenen Ecken werden in die Länge geschlagen und ergeben den Stiel. Eine zweite, ebenso hergestellte Glocke wird mit der ersten am Stiel verschweißt. Eine kleine Öse am Stielende dient zum Befestigen einer Schnur.

## Spielweise und Verwendung

Auf der Bechertrommel oprente liegen die Rassel axatse und die Doppelglocke gankogui mit Schlagholz

Der Spieler hält die gankogui mit der linken Hand am Stiel und schlägt mit einem Holzstöckchen in der rechten Hand. Das Instrument wird im Stehen oder geeigneter im Sitzen gespielt. Legt der sitzende Spieler die gankogui sofort nach dem Anschlag auf seinen Oberschenkel, kann er den Nachklang dämpfen. Die große Glocke ruht ebenfalls auf seinem Bein, wenn er aus dem Handgelenk heraus mit dem Stöckchen die kleine Glocke anschlägt.
Ewe-Musik besteht im Wesentlichen aus Schlaginstrumenten, zu denen mehrere unterschiedlich große Fasstrommeln (die größte: atsimevu, unterstützende Trommeln: die tiefe sogo, die mittlere kidi und die hohe kagan(u)), die Gefäßrassel axatse und Glocken gehören. Die kleinste einfellige Fasstrommel kloboto (oder klodzie) ist besonderen Tänzen vorbehalten. Das gesamte, alle Tänze begleitende Trommelorchester besteht aus der Takt gebenden Idiophongruppe im Hintergrund, den Rhythmustrommlern und, als dritter musikalischer Bereich getrennt, dem mit Händeklatschen verbundenen Gesang. Das 1959 veröffentlichte Standardwerk von Arthur Morris Jones machte die Musik der Ewe für viele Jahre zum klassischen Modell westafrikanischer Trommelmusik und dem Buchtitel entsprechend gelegentlich auch zum Kern afrikanischer Musik überhaupt. Bis heute haben sich zahlreiche Fachleute mit den rhythmischen Strukturen von Doppelglocken und Trommeln beschäftigt.
Aufgabe der Doppelglocke ist, den Grundschlag und weitere Einteilungen des Taktes vorzugeben und während der gesamten Aufführung für die anderen, polyrhythmisch spielenden Orchestermusiker eine zeitliche Orientierung zu bieten. Ihre Funktion entspricht in dieser Hinsicht der eines Metronoms. Entsprechend sorgfältig muss die Ausbildung des gankogui-Spielers erfolgen. Er schlägt nicht die geraden Taktzeiten, sondern Patterns, die aus acht bis zwölf Schlägen (Pulsen) bestehen und ständig wiederholt werden. Im Hintergrundbereich kommt die Rassel axatse hinzu, die mit ihren Abwärtsschlägen die Glocke dupliziert und mit den Aufwärtsschlägen die Zeit dazwischen ausfüllt. Diese rhythmische Grundlage wird nach einem vermutlich Anfang der 1960er Jahre vom ghanaischen Musikethnologen J. H. Kwabena Nketia eingeführten Begriff time-line pattern genannt. Demnach verteilen sich die rhythmischen, dumpfen Trommelschläge asymmetrisch über die zugrundeliegende, regelmäßige Folge von Elementarpulsen der metallisch-hell klingenden Doppelglocken. Bezogen auf die gankogui wird auch von bell pattern gesprochen. Das Standardpattern mit zwölf Pulsen für eine Glocke lautet:
|  |

Als Merksilben: kong – kong – ko – kong – kong – kong – ko
In der Begleitmusik zu den Hatsyiatsya-Liedern, die zu Beginn bestimmter Unterhaltungstänze gesungen werden, kommen bis zu 16 gankoguiwo vor. Populäre Ewe-Tänze sind der bei jeder Gegebenheit aufgeführte Agbadza, der Unterhaltungstanz Gahu und der ehemalige Kriegertanz Atsi Agbekor. Der Agbadza-Tanz beginnt mit Hatsyiatsya-Liedern, denen die spezifischen Tanzlieder nachfolgen.
Bei Beerdigungsprozessionen sind vier bis sechs gankoguiwo üblich. Der traditionelle Begräbnistanz Nyayito heißt nach dem ihn organisierenden Bund meist älterer Menschen. Diese gruppieren sich lose um die beiden Oberhäupter des Tanzbundes, den Liedkomponisten (Hesino) und den Meistertrommler (Azaguno). Während die Lieder und Tänze anderer Bünde als deren Eigenbesitz betrachtet werden und nur von den jeweiligen Mitgliedern aufgeführt werden dürfen, ist es jedem Teilnehmer von Nyayito-Tänzen erlaubt, die Melodien des Bundes zu singen und bestimmte Instrumente wie die gankogui zu spielen, sogar die ansonsten dem Meistertrommler vorbehaltene große atsimevu. Zum Nyayito-Orchester gehört die gesamte Liste der bereits aufgeführten Trommeln und Idiophone.
Yeve (oder Tohono) ist bei den Ewe der Kult des Donnergottes Adzogbo, der mit dem Donnergott Shango der Yoruba und Xevieso von Benin in Beziehung steht. Dessen Kult ist geheim, von den Mitgliedern wird eine Initiation und das Erlernen einer besonderen Kultsprache verlangt. Außerdem müssen sie die für die Zeremonien benötigten Gegenstände teuer kaufen. Ein wesentlicher Teil des Kults besteht aus Tänzen, die auf einem Tanzplatz vor dem Kulthaus aufgeführt werden. Die sieben Yeve-Tänze werden vom typischen Trommelorchester begleitet.
In Accra treten heute Musikgruppen auf, die traditionelle Musikstile und Instrumente der verschiedenen Volksgruppen mit neuen Kompositionen verbinden und in Konzertveranstaltungen präsentieren. Dabei entsteht eine multiethnische Musik, wie sie in der National Dance Company gepflegt wird. Auf diese Weise kann das Xylophon gyil der Dagara und Lobi im Norden des Landes mit der tief klingenden kastenförmigen Trommel gome und der Fasstrommel kpanlogo der Ga an der Küste mit der Bambusflöte atenteben aus dem Zentrum mit der Glocke gankogui und der Rassel axatse der Ewe zusammentreffen.
Innerhalb ihres Verbreitungsgebiets in West- und Zentralafrika gehörten Eisenglocken wie Metalltrompeten und Kesseltrommeln (als Beispiele kakaki bzw. naqqara bei den Hausa) zu den Insignien der Häuptlingswürde. Dort wurden sie gelegentlich von Frauen geschlagen. Wie bei den Ewe spielen Eisenglocken auch bei anderen Völkern eine Rolle in Geheimbünden, wo sie vor bösen Geistern schützen, ferner bei Beschneidungsfeiern und bei Begräbnisprozessionen. Am südlichen und nördlichen Sahararand übernehmen in den volksreligiösen Ritualen der muslimischen Gesellschaften metallene Gefäßklappern (qarqaba) diese Funktion.